# Montivilliers
Montivilliers település Franciaországban, Seine-Maritime megyében. Lakosainak száma 15 671 fő (2022. január 1.). Montivilliers Harfleur, Épouville, Fontaine-la-Mallet, Fontenay, Gonfreville-l’Orcher, Le Havre, Octeville-sur-Mer, Rolleville és Saint-Martin-du-Manoir községekkel határos.

## Népesség
A település népességének változása:
| Lakosok száma | 16 198 | 16 016 | 16 215 | 15 612 | 15 564 | 15 470 | 15 500 | 15 457 | 15 671 |
|               | 2013   | 2015   | 2016   | 2017   | 2018   | 2019   | 2020   | 2021   | 2022   |